# フィンバック (原子力潜水艦)
|           |                                   |
| 艦歴      |                                   |
| 発注:     | 1965年3月9日                      |
| 起工:     | 1967年6月26日                     |
| 進水:     | 1968年12月7日                     |
| 就役:     | 1970年2月4日                      |
| 退役:     | 1997年3月28日                     |
| 除籍:     | 1997年3月28日                     |
| その後:   | 原子力艦再利用プログラム          |
| 性能諸元  |                                   |
| 排水量:   | 基準：4,001トン、 満載：4,292トン |
| 全長:     | 89 m (292 ft)                     |
| 全幅:     | 9.7 m (32 ft)                     |
| 吃水:     | 8.8 m (29 ft)                     |
| 機関:     | S5W reactor                       |
| 最大速:   | 25 ノット                         |
| 乗員:     | 士官14名、兵員95名                |
| 兵装:     | 21インチ魚雷発射管4基             |
| モットー: | All Good Men                      |

フィンバック (USS Finback, SSN-670) は、アメリカ海軍のスタージョン級原子力潜水艦の22番艦。艦名はナガスクジラに因んで命名された。その名を持つ艦としてはガトー級潜水艦19番艦(SS-230)以来2隻目。

## 艦歴
フィンバックの建造は1965年3月9日にバージニア州ニューポート・ニューズのニューポート・ニューズ造船所に発注され、1967年6月26日に起工した。1968年12月7日にチャールズ・F・バード夫人によって命名、進水し、1970年2月4日にロバート・C・オースティン艦長の指揮下就役する。
1986年にフィンバックは大西洋艦隊においてマージョリー・ステレット戦艦基金賞を受賞した。 
フィンバックは1997年3月28日に退役し、同日除籍された。その後ワシントン州ブレマートンで原子力艦再利用プログラムの下1997年10月30日に解体された。